# Alejandro Rodríguez
Alejandro Rodríguez de Miguel (Barcelona, 30 juli 1991) is een Spaans voetballer die bij voorkeur als aanvaller speelt. Hij debuteerde in 2010 in het betaald voetbal in het shirt van AC Cesena.

## Clubcarrière
Rodríguez speelde in de jeugdopleiding van RCD Espanyol. Hij debuteerde 7 november 2010 in het betaald voetbal in het shirt van AC Cesena, waarmee hij die dag een wedstrijd speelde in de Serie A, tegen Juventus. Cesena verhuurde hem gedurende het seizoen 2011/12 aan AC Pavia, waarvoor hij drie doelpunten maakte in achttien wedstrijden in de Lega Pro Prima Divisione. In 2012 keerde Rodríguez terug bij Cesena. Op 30 oktober 2012 maakte hij zijn eerste treffer voor Cesena, in de Serie B tegen US Grosseto. In 2014 promoveerde de spits na een afwezigheid van twee jaar met de club naar de Serie A. Op de openingsspeeldag van het seizoen 2014/15 maakte hij de winnende treffer tegen Parma, zijn eerste doelpunt in de Serie A.